# Filipe Mukenga
Filipe Mukenga és el nom artístic de  Francisco Filipe da Conceição Gumbe (Luanda, 7 de setembre de 1949) és un cantant i compositor angolès.

## Biografia
Va començar a tocar en 1964 per influència dels Beatles. Va col·laborar en els grups Os Brucutus, os Indómitos, The Five Kings, The Black Stars, Os Rocks, os Electrónicos, os Jovens i Apollo XI.
Considerat representatiu de l'estil Nova Música de Angola, va gravar el seu primer disc en solitari, Novo Som, en 1990 per a la discogràfica EMI-Valentim de Carvalho. Va col·laborar amb dos temes del disc "Mingos & Os Samurais" de Rui Velosoi el 31 de maig de 1991 va actuar amb Os Tubarões, al Coliseu dos Recreios de Lisboa. En 1994 va gravar a París Kianda Kianda per a Lusáfrica. En 1996 va gravar O Canto da Sereia: o Encanto amb Filipe Zau i on hi col·laboraren Carlos Burity, Katila Mingas, Paulo Flores, Dino, Eduardo Paím i Fernando Tordo. El 1998 fou un dels noms escollits per la compilació África em Lisboa de la discogràfica EMI, i col·laborà en el treball Sons da Lusofonia promogut per Carlos Martins.
En els següents anys va gravar discs a Portugal i a Brasil. En maig de 2008 va rebre junt amb Filipe Zau el premi Common Ground Music Award 2008, concedit per l'associació Search for Common Ground. Ambdós també foren autors de la cançó himne de la Copa d'Àfrica de Nacions 2010, Angola, país de futuro, acompanyats de la banda Maravilha.

## Discografia
- Novo Som (CD, Emi-VC, 1991)
- Kianda Kianda (CD, Lusáfrica, 1994)
- Mimbu Iami (CD, 2003)
- Nós Somos Nós (CD, Ginga, 2009)
- O meu lado Gumbe (CD, 2013)